# Carlos Tello Vergara
Carlos Inocencio Tello Vergara (Arica, 28 de marzo de 1929-Santiago, 8 de mayo de 1965) fue un futbolista chileno que se desempeñó como delantero. En 1950 llegó a Santiago para jugar por Audax Italiano, siendo campeón en 1957 y goleador del campeonato oficial en 1951. Fue parte de la selección de fútbol de Chile entre los años 1952 y 1957, por la que jugó 14 partidos y anotó 2 goles.

## Biografía
Es el goleador histórico de Audax Italiano con 101 goles en 188 partidos oficiales de Primera División, entre 1950 y 1957. En 1958 pasó a jugar por Unión Española.
Fue seleccionado chileno en 14 oportunidades, todas mientras jugaba por Audax Italiano, convirtiendo 2 goles frente a Brasil y México en el Campeonato Panamericano de 1956.
Falleció aquejado por un tumor cerebral en 1965 a los 36 años de edad.

## Estadísticas

### Clubes
| Club           | País  | Año       |
| -------------- | ----- | --------- |
| Audax Italiano | Chile | 1951-1957 |
| Unión Española | Chile | 1958-1959 |

## Palmarés

### Títulos nacionales
| Título           | Club           | País  | Año  |
| ---------------- | -------------- | ----- | ---- |
| Primera División | Audax Italiano | Chile | 1957 |

### Distinciones individuales
| Distinción                          | Año  |
| ----------------------------------- | ---- |
| Máximo goleador campeonato nacional | 1951 |